# Gynoplistia kundy
Gynoplistia kundy är en tvåvingeart som beskrevs av Günther Theischinger 1993. Gynoplistia kundy ingår i släktet Gynoplistia och familjen småharkrankar. Inga underarter finns listade i Catalogue of Life.